# 1957年波蘭議會選舉
1957年波兰议会选举（波蘭語：Wybory parlamentarne w Polsce w 1957 roku）于1957年1月20日在波兰举行。这是波兰人民共和国一院制议会众议院的第二次选举，也是共产主义波兰历史上的第三次选举。此次选举举行于瓦迪斯瓦夫·哥穆尔卡上台后的自由化时期。尽管此時的政治氛圍更為自由，但仍远非自由选举。选民可以选择投票反对一些官方候选人，但事实上，选民几乎没有机会对政府和执政的波兰统一工人党表达不信任。与所有东欧集团国家一样，没有任何真正的反对派成员能通过选举进入众议院。是次选举最终一如外界預期，由波兰统一工人党主导的民族团结阵线胜選。
虽然哥穆尔卡穩操勝算，但選舉結果並未能保证為波兰社会帶來持久改變。哥穆尔卡的统治某程度上比他的前任、强硬派斯大林主义者博莱斯瓦夫·贝鲁特的统治更加人道，且在选举后的头几年，即1957年至1963年的“小幅稳定”时期，哥穆尔卡亦爭取了一定的支持。然而到1960年代中期，哥穆尔卡的统治遭到统一工人党内部竞争派系的反对，加之越来越多的民众反对统一工人党的统治，在1968年波兰政治危机和1970年波兰抗议事件之后哥穆尔卡終被逼下台。
波兰众议院上一次选举举行于1952年，下一次则在1961年。

## 背景
波兰国务委员会原本将此次选举定于1956年12月举行，但在哥穆尔卡上台后波兰统一工人党召开的第一次会议上，为“平息波兰局势”而将选举推迟到1957年1月初。在波兰十月事件期间，第一书记哥穆尔卡向躁动不安的波兰民众许下了各种承诺，其中包括自由选举。在1957年1月的选举中，新增的“民主”措施是重新引入无记名投票，更重要的是候选人多于众议院席位。1952年的选举中，候选人的数量等于众议院的席位数量。此外，秘密警察的活动和政府对反对派的恐吓，与此前的选举相比也較為收斂。

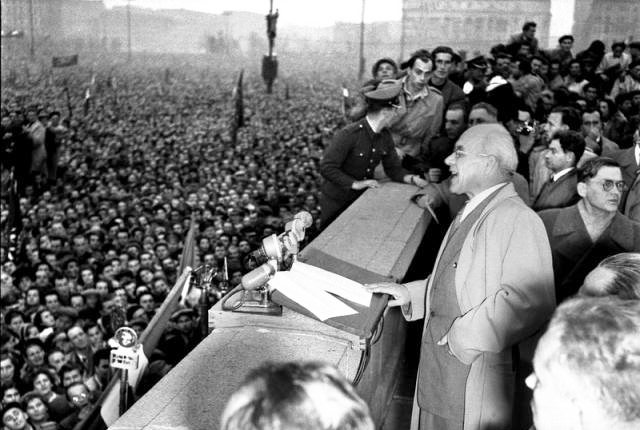
1956年10月24日，瓦迪斯瓦夫·哥穆尔卡在他个人声望达到顶峰时在华沙向数十万人发表讲话。他呼吁群众停止示威并重返工作岗位。他总结说：“党将与工人阶级和民族团结一致，带领波兰沿着新的社会主义道路前进。”哥穆尔卡当时的受欢迎程度可能与1920年的约瑟夫·毕苏斯基和1980年的莱赫·瓦文萨相当，但很快便跌落谷底。

官方名单上的候选人分为两组，一组得到统一工人党的支持，为正式候选人；另一组是“独立人士”，大致认可统一工人党的理念，但不是党员。只有当该地区超过一半的登记选民投票反对正式候选人时，才会考虑后者，否则正式候选人将取得该地区的所有席位（平均在3至6个之间）。
超过六万名候选人登记参选，争夺众议院的459个席位。但政府并不准备放权，因此預先筛选了候选人，最终只有720人或723人获准参选，并由民族团结阵线公布在官方名单上——民族团结阵线是唯一獲允许在选举中提名候选人的组织。支持候选人的签名数量等因素不被列入考慮。
根据波兰通讯社的消息，大约一半的候选人（约360人）是统一工人党党员。其余大部分属于参政党民主党、统一人民党的党员。波兰没有反对党，所有政治团体都必须支持统一工人党的领导。最終没有真正的反对派候选人獲准参加选举，但波兰选民理论上可以通过投弃权票剥夺统一工人党人声称的合法性。為了防止执政党与参政党选举失利，独立候选人的数量也被限制。倘若全部正式候选人均落选，可以当选的独立候选人名額也仅在100名左右。
首先，各位得对地区选举委员会产生重大的，而且是深入的影响。……尤其不能随便登记那些遞上來的选举名单，满足十个印章和一百个签名（的要求）也一樣。虽然法律在形式上接受多个选举名单，而不仅仅是一个名单。……各位每天都要顧好各选区的选举委员会，實際一點的說，是要牢牢把持住，但不可利用行政手段或引人注目的方式，也不能引起反党骚乱。
尽管缺乏真正的反对者，但选举形式的有限自由化仍然允许了各类竞争行为，主要集中在统一工人党与参政党的候选人之间。一个特别值得注意的例子，是执政党统一工人党与参政党统一人民党某些候选人之间的竞争。
选举前一天，哥穆尔卡在华沙制衣厂的集会上呼吁波兰公民不要向统一工人党的候选人投反对票，声称“波兰统一工人党是波兰独立的首要保证，也是波苏民族友谊与波苏睦邻友好关系的首要保证”，“将他们（统一工人党候选人）排除在外就等于将波兰从欧洲地图上划掉”，使波兰步上匈牙利的後塵。自由欧洲电台也对哥穆尔卡若选举失利，苏联可能干预之事表达担忧。该电台声称，哥穆尔卡的论点虽然“残酷”，但可能“千真萬确”。哥穆尔卡还说服天主教会敦促选民投票，以表达对政府的信任。支持他的红衣主教斯德望·维辛斯基也宣布支持不给统一工人党候选人投反对票的政策，并在1957年1月14日受时任总理约瑟夫·西伦凯维兹之邀发布公报，称投票是“良心义务”（波蘭語：obowiązkiem sumienia）。

## 选举结果
| 政党                      | 政党               | 票数       | %      | 席数 | +/– |
| ------------------------- | ------------------ | ---------- | ------ | ---- | --- |
|                           | 民族团结阵线       | 16,563,314 | 98.40  | 459  | +7  |
|                           | 无效票/白票        | 270,002    | 1.60   | –    | –   |
| 总共                      | 总共               | 16,833,316 | 100.00 | 459  | +7  |
|                           |                    |            |        |      |     |
| 有效票数                  | 有效票数           | 16,833,316 | 99.65  |      |     |
| 无效及空白票数            | 无效及空白票数     | 58,897     | 0.35   |      |     |
| 总票数                    | 总票数             | 16,892,213 | 100.00 |      |     |
| 已登记选民／投票率        | 已登记选民／投票率 | 17,944,081 | 94.14  |      |     |
| 资料来源：Nohlen & Stöver |                    |            |        |      |     |

波兰统一工人党赢得了459个议席中的237个（补选后为239个），其余席位则由统一工人党的卫星党（民主党和统一人民党）和少数独立人士夺得。统一工人党赢得的席位占总数的51.7%，统一人民党有120个席位（补选后为118个），占比为26.1%。独立人士有63位，占比为14%，其中51位位无党派人士，12位为通过Znak协会参政的天主教徒。民主党获得39个席位，占比为8.5%。
总体而言，与1952年的结果相比，民族团结阵线中的执政党和参政党共增加了8个席位，合计获得80.8%的选票，但独立人士的数量几乎翻了一番，从37个增加到63个。这是因为1957年的众议院有459个席位，比1952年的425个增加了34个。统一工人党席位减少幅度最大，比1952年少了34个席位，统一人民党增加了28个席位，民主党增加了14个席位。由于其他政党和独立人士实际上从属于统一工人党，统一工人党仍保有对众议院的控制权。除1961年选举中独立人士稍有减少而统一工人党席位略增外，波兰人民共和国参议院的席次分布在未来三十年内基本与此次选举结果保持一致。
官方統計投票率为94.14%，但考虑到选举日波兰大面积降雪等不利的天气条件，此数据的準確性存疑。官方名单上的候选人获得了98.4%的选票。大约10.6%的选民未遵循哥穆尔卡“不（给统一工人党候选人）投反对票”的呼吁而给统一工人党籍候选人投反对票。新松奇的一个议席由于没有候选人获得绝对多数而從缺。
新一届众议院于1957年2月20日举行第一次会议。新一届众议院的高级议长（发言人）是博莱斯瓦夫·德罗布纳，议长是切斯瓦夫·怀切赫。只有12%的议员是前一届众议院的成员。

### 补选
选举后举行了四次补选。第一次于1957年3月17日在新松奇举行，因该地负责产生三名议员的37号选区中，名列第三的统一工人党籍候选人扬·安东尼什扎克未获得过半选票；第二次于1957年5月5日在维隆举行，以补充2月5日去世的温森蒂·巴拉诺夫斯基的空缺席位。补选议席分别由统一工人党和统一人民党赢得。1958年10月19日，梅希萊尼采和奧萊希尼察又举行了两次补选。在这两次补选中，原先属统一人民党的席位由统一工人党赢得。

## 后续
哥穆尔卡勝選是早可預料之事，但反对统一工人党政权的民意並未消退。选举结束后，哥穆尔卡和他领导的统一工人党一度擁有頗高的支持率，這體現在1957至1963年期间的“小幅稳定”时期。虽然哥穆尔卡政权比前任領導人更加自由，但统一工人党内部分成員對此頗有微詞。米茨瓦夫·莫查尔将军等政治家认为哥穆尔卡“太软弱了”。与此同时，民众对统一工人党的统治的不满也有增长。1968年波兰政治危机后不久，发生于1970年的抗议事件最终导致他失去党内的支持，且因“心力交瘁”而被迫辞职，由爱德华·盖莱克接任。

## 延伸阅读
- Jerzy Drygalski, Jacek Kwasniewski, No-Choice Elections, Soviet Studies, Vol. 42, No. 2 (Apr., 1990), pp. 295–315, JSTOR （页面存档备份，存于）
- George Sakwa, Martin Crouch, Sejm Elections in Communist Poland: An Overview and a Reappraisal, British Journal of Political Science, Vol. 8, No. 4 (Oct., 1978), pp. 403–424, JSTOR （页面存档备份，存于）